# Mesquite (Texas)
Mesquite è un comune (city) degli Stati Uniti d'America situato tra le contee di Dallas e Kaufman nello Stato del Texas. La popolazione era di 139 824 abitanti al censimento del 2010, il che la rende la 18ª città più popolosa dello stato. È un sobborgo situato ad est di Dallas. Mesquite si trova all'incrocio delle quattro principali autostrade (Interstates 30, 635, 20 e U.S. Highway 80), rendendo accessibili luoghi come il centro di Dallas, Lake Ray Hubbard, il Dallas Love Field e il DFW International.
Secondo l'azione legislativa, la città è la "capitale del rodeo del Texas". Nel 2016, Mesquite ha ricevuto la designazione Playful City USA, per il quarto anno consecutivo. La città è stata nominata Tree City USA dalla National Arbor Day Foundation, da oltre 25 anni. La città di Mesquite detiene il decimo regno più lungo di tutto il Texas.

## Geografia fisica
Mesquite è situata a 32°46′58″N 96°36′36″W (32.782878, -96.609862).
Secondo lo United States Census Bureau, la città ha una superficie totale di 119,59 km², dei quali 119,19 km² di territorio e 0,39 km² di acque interne (0,33% del totale).

## Società

### Evoluzione demografica
Secondo il censimento del 2010, la popolazione era di 139 824 abitanti.

### Etnie e minoranze straniere
Secondo il censimento del 2010, la composizione etnica della città era formata dal 58,96% di bianchi, il 21,84% di afroamericani, lo 0,84% di nativi americani, il 3,24% di asiatici, lo 0,07% di oceaniani, l'11,93% di altre razze, e il 3,12% di due o più etnie. Ispanici o latinos di qualunque razza erano il 31,56% della popolazione.